# Paweł Szoja
Paweł Szoja (ur. 15 stycznia 1895 w Zarzeczu, zm. 30 listopada 1918 w Łukowie) – student Uniwersytetu Jagiellońskiego, żołnierz II Brygady Legionów oraz II Korpusu Polskiego, kawaler Orderu Virtuti Militari i Krzyża Niepodległości.

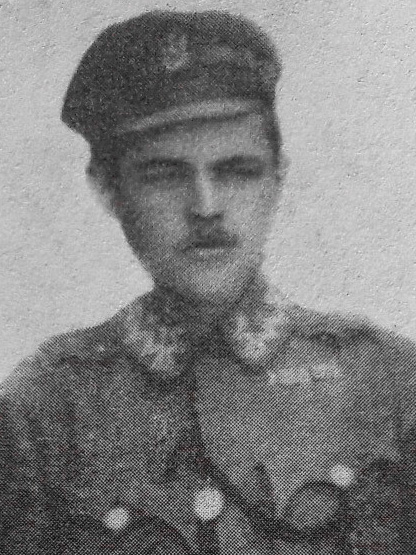
Paweł Szoja, porucznik Legionów Polskich

## Życiorys
Był synem Bartłomieja i Marii z d. Maziarz. Gimnazjum w Mielcu ukończył tuż przed wybuchem I wojny światowej (egzamin maturalny złożył w sierpniu 1914). Już jako uczeń przejawiał talent malarski. W 1914 wstąpił do Legionów Polskich. Walczył na froncie wschodnim, był kilkukrotnie ranny. Lecząc się z ran, zmarł w szpitalu zarażony cholerą. W 1922 został pośmiertnie odznaczony Orderem Virtuti Militari.

## Wywód genealogiczny[5]
| 4. Tomasz Szoja     |  |                                          |  |  |                |
|                     |  | 2. Bartłomiej Szoja ur. 21 sierpnia 1847 |  |  |                |
| 5. Barbara Trzuskot |  |                                          |  |  |                |
|                     |  |                                          |  |  | 1. Paweł Szoja |
| 6. Błażej Maziarz   |  |                                          |  |  |                |
|                     |  | 3. Marianna Maziarz ur. 17 stycznia 1857 |  |  |                |
| 7. Rozalia Pałka    |  |                                          |  |  |                |
|                     |  |                                          |  |  |                |